# Свети Георги (Гумендже)
Вижте пояснителната страница за други значения на Свети Георги.
„Свети Георги“ (на гръцки: Ἱερός Ναός Ἁγίου Γεωργίου) е православна църква в паланката Гумендже (Гумениса), Гърция, катедрален храм на Гумендженската, Боймишка и Ругуновска епархия.

## История
Църквата е построена в 1864-1869 година според надписа в нея със средствата и труда на гумендженци. В края на XIX - началото на XX век църквата е в ръцете на Гумендженската гръцка община. До 1991 година храмът е енорийска църква в Гумендже, а след това става катедрала на новата митрополия.
В 1991 година църквата е обявена за паметник на културата под надзора на Девета ефория за византийски старини към Министерството на културата.
През март 2012 година започва цялостен ремонт на църквата, който завършва в 2016 година.

## Описание
Представлява внушителна трикорабна базилика, напомняща „Свети Георги“ в Цариград, „Свети Мина“ в Солун и „Свети Антоний Нови“ в Бер, с галерия и трем от юг, запад и север. Размерите са 33,80 х 22,70 m без да се броят конхите на олтара. Корабите са разделени от колонади от седем двойки колони, като последната е зад олтара и е неоформена. Църквата има богат резбован интериор – иконостас, владишки трон, балдахини, честна трапеза, амвон и проскинитарии.